# Diesterwegschule (Falkensee)

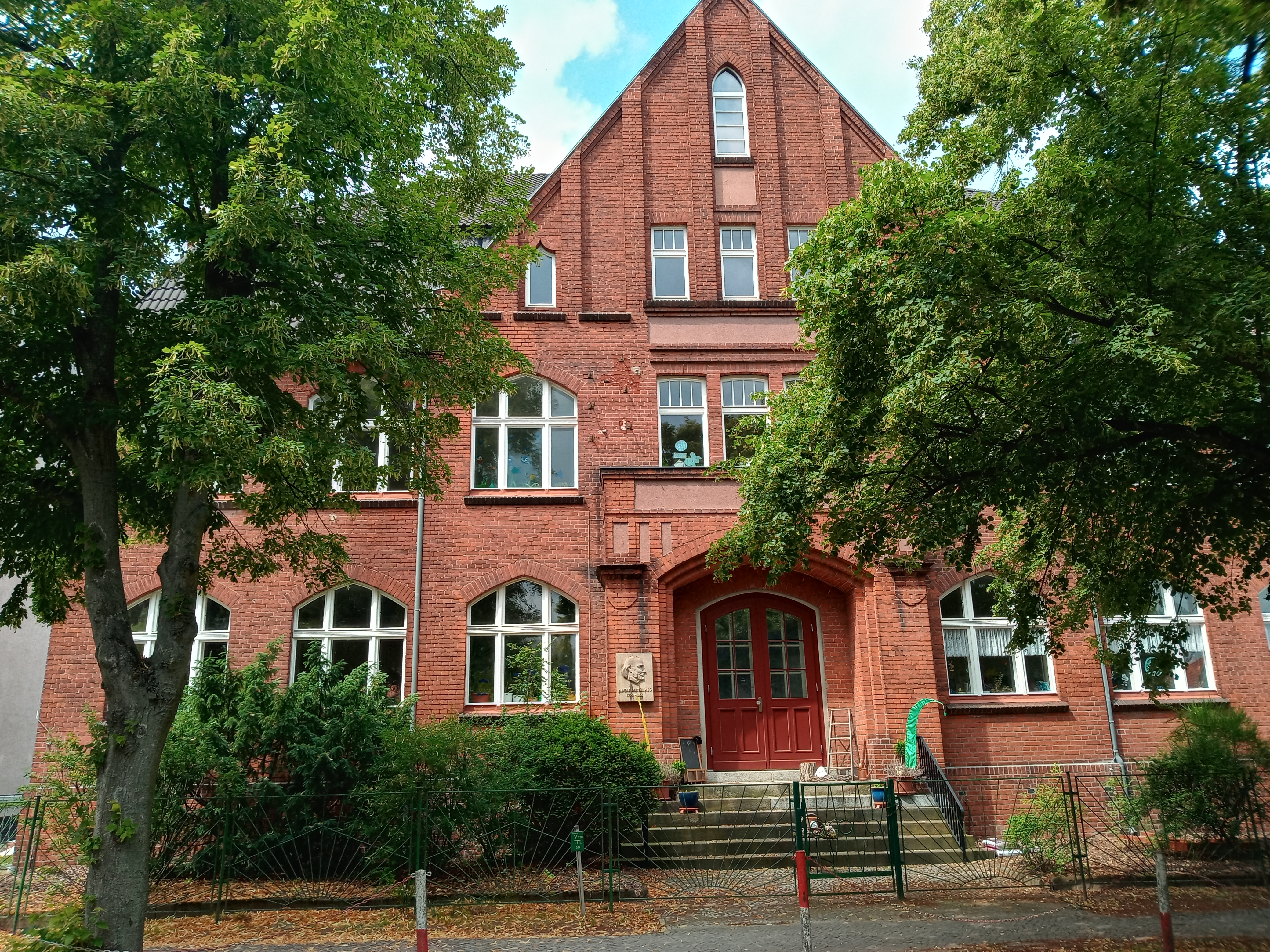
Alte Diesterwegschule

Als Diesterwegschule wird ein Gebäude in der brandenburgischen Stadt Falkensee im Landkreis Havelland bezeichnet.
Das Bauwerk in der Hertzstraße 19–25 steht als Baudenkmal seit dem 7. Dezember 1993 zusammen mit der dazugehörigen Turnhalle unter Denkmalschutz. Nicht zu verwechseln ist es mit der in der Adlerstraße 9 befindlichen Adolph-Diesterweg-Grundschule in Falkensee. Diese befand sich ursprünglich in dem denkmalgeschützten Bau, der nun auch als alte Diesterwegschule bezeichnet wird, wechselte jedoch 1996 den Standort. In dem alten Gebäude befindet sich heute der Hort der Schule.

## Architektur
Das Hauptgebäude stammt aus dem frühen 20. Jahrhundert; es wurde zwischen 1908 und 1909 nach Plänen des Architekten Paul Peters errichtet. Das zweigeschossige Objekt ist aus roten Ziegeln erbaut. Es hat ein Mansardwalmdach und einen Blendgiebel, auf den fünf Kugeln als Verzierung aufgesetzt sind. Der von der Straße aus auf der rechten Seite stehende turmähnliche Anbau ist das Treppenhaus.
Die Turnhalle wurde zur gleichen Zeit wie die Schule ebenfalls aus roten Ziegeln gebaut.